# Гайнц Еммріх
Гайнц Еммріх (нім. Heinz Emmrich; 19 січня 1913, Хемніц — 3 січня 1987, Гамбург) — німецький офіцер-підводник, оберлейтенант-цур-зее резерву крігсмаріне.

## Біографія
В квітні 1941 року вступив на флот. З червня 1941 року — референт з судноплавства в командуванні групи ВМС «Південь». З 30 серпня 1943 по 26 лютого 1944 року пройшов курс підводника, з 27 лютого по 16 липня 1944 року — курс командира підводного човна. З 17 липня 1941 року — командир підводного човна U-320, на якому здійснив 2 походи (разом 18 днів у морі). 8 травня 1945 року взятий в полон британськими військами. 8 серпня 1945 року звільнений.

## Звання
- Зондерфюрер (2 червня 1941)
- Матрос-єфрейтор резерву (1 листопада 1941)
- Штурмансмат резерву (1 січня 1942)
- Штурман резерву (1 березня 1942)
- Лейтенант-цур-зее резерву (1 серпня 1942)
- Оберлейтенант-цур-зее резерву (1 березня 1944)

## Нагороди
- Хрест Воєнних заслуг
  - 2-го класу з мечами (15 липня 1941)
  - 1-го класу з мечами (31 січня 1943)
- Нагрудний знак блокадопроривача (1942)
- Орден «За військові заслуги» (Болгарія) 5-го ступеня з мечами (20 квітня 1942)